# Grana Palynologica
Grana Palynologica (abreviado Grana Palynol.) fue una revista ilustrada con descripciones botánicas que fue editada en Suecia desde el año 1948 hasta 1969, con el nombre de Grana Palynologica; an International Journal of Palynology. Stockholm. Fue sustituida en el año 1970 por Grana; an international journal of palynology.